# Línea 34 (S-Trein Amberes)
La línea 34 de S-Trein Antwerpen es una línea que une la estación de Antwerpen-Centraal, en la provincia de Amberes, con la de Lokeren, en la provincia de Flandes Oriental.
Es la línea más corta de la red en cuanto a distancia y la más larga en cuanto a tiempo.

## Historia
Tras la implementación de la red S-Trein Bruselas, SNCB comenzó a trabajar en la extensión del sistema a otras ciudades belgas, entre las cuales se encuentra Amberes. Por ello, el 3 de septiembre de 2018, se inauguró la red, con 4 líneas iniciales. Entre ellas, se encuentra la línea .

## Correspondencias
- entre Antwerpen-Noorderdokken y Antwerpen-Zuid
- en Antwerpen-Centraal y Antwerpen-Berchem
- entre Antwerpen-Centraal y Antwerpen-Berchem
- entre Antwerpen-Centraal y Antwerpen-Zuid

## Estaciones
|  |   |  | Estación           | Municipio    | Correspondencia                                            |
|  | - |  | ------------------ | ------------ | ---------------------------------------------------------- |
|  | ■ |  | Antwerpen—Centraal | Amberes      | 17 20 21 23 32 68 191 410 415 416 417 418 427 429          |
|  | ■ |  | Antwerpen—Berchem  | Amberes      | 20 21 30 32 38 51 52 53 90 91 92 298 420 421 422           |
|  | ■ |  | Antwerpen—Zuid     | Amberes      | 13 14 180 181 182 183 290 295 298 500                      |
|  | ■ |  | Zwijndrecht        | Zwijndrecht  | 87                                                         |
|  | ■ |  | Melsele            | Beveren      |                                                            |
|  | ■ |  | Beveren            | Beveren      |                                                            |
|  | ■ |  | Nieuwkerken-Waas   | Sint-Niklaas | 3 4                                                        |
|  | ■ |  | Sint-Niklaas       | Sint-Niklaas | 1 2 3 4 21 22 23 27 31 41 42 43 44 81 82 91 92 93 95 97 98 |
|  | ■ |  | Belsele            | Sint-Niklaas |                                                            |
|  | ■ |  | Sinaai             | Sint-Niklaas | 21 22                                                      |
|  | ■ |  | Lokeren            | Lokeren      | 21 27 35 37 49 53 54 68 74 78 81 82                        |
|  | ■ |  | Zele               | Zele         | 36                                                         |
|  | ■ |  | Dendermonde        | Dendermonde  | 21 23 24 26 27 28 29 57 68 91 92 245 252 253 254 257       |

## Explotación de la línea

### Frecuencias
| Estaciones   | Lunes a viernes | Lunes a viernes | Sábados, domingos y festivos |
| Estaciones   | de 7h a 15h     | de 16h a 23h    | Sábados, domingos y festivos |
| ------------ | --------------- | --------------- | ---------------------------- |
| Antwerpen    | 60 min          | 60 min          | -                            |
| Zwijndrecht  | 60 min          | 60 min          | -                            |
| Sint-Niklaas | 60 min          | 60 min          | -                            |
| Lokeren      | 60 min          | 60 min          | -                            |
| 240 min      | 60 min          |                 | -                            |
| 240 min      | 60 min          | Termonde        | -                            |

### Horarios
| Estaciones   | Tiempo | Tiempo  | Tiempo |
| ------------ | ------ | ------- | ------ |
| Antwerpen    | 0:16   | 0:33    | 1:03   |
| Zwijndrecht  | 0:16   | 0:33    | 1:03   |
| 0:17         |        | 0:33    | 1:03   |
| Sint-Niklaas |        | 0:33    | 1:03   |
| 0:14         | 0:30   |         | 1:03   |
| 0:14         | 0:30   | Lokeren | 1:03   |
| 0:16         | 0:30   |         | 1:03   |
| Termonde     | 0:30   |         | 1:03   |

## Futuro
Por el momento no se prevén modificaciones en el servicio a futuro.